# Доступ в Интернет
Доступ в Интернет — методы и средства, посредством которых пользователи соединяются с Интернетом.

Изменение доли населения, имеющего доступ в Интернет, по странам

## История
Интернет сначала представлял собой закрытую сеть между правительственными и образовательными учреждениями. В 1990 году в Бруклaйне, штат Массачусетс, США появился интернет-провайдер под названием The World, чтобы предоставлять преподавателям университетов доступ в интернет из дома через коммутируемые соединения по телефонной линии. К концу 1990-х годов в США более 5 тыс. провайдеров создали целую сеть интернет-магистралей.
В начале 2000-х годов стала доступной технология DSL, которая позволяла передавать цифровые данные по телефонной сети гораздо быстрее, чем по коммутируемой линии. Так возник широкополосный, или высокоскоростной доступ в интернет. Затем для доступа в интернет стали использоваться оптоволоконные линии связи, появился мобильный интернет, появился также доступ в интернет через спутник. Стал возможным и доступ в интернет без провайдера через mesh-сети, крупнейшая из которых существует в Испании под названием guifi.net.

## Типы среды передачи с Интернетом
Проводное соединение (телефонный провод, коаксиальный кабель, витая пара, волоконно-оптический кабель).
Беспроводное соединение (радиоволны в определённом частотном диапазоне).

## Основные технологии передачи данных для доступа к Интернету
Технологии проводных соединений
- DVB
- xDSL
- DOCSIS
- Ethernet
- FTTx
- Dial-up
- ISDN
- PLC
- PON

Технологии беспроводных соединений
- DVB
- GPRS & EDGE
- UMTS / WCDMA (HSDPA; HSUPA; HSPA; HSPA+)
- CDMA / (EV-DO)
- Wi-Fi
- DECT
- Спутниковый Интернет
- WiBro & WiMAX
- LTE
- iBurst

## Места соединения с Интернетом
Помимо доступа с места расположения конечного пользователя, имеются также публичные места для использования Интернета, например библиотеки и интернет-кафе, где размещены общедоступные компьютеры с доступом в Интернет. Некоторые библиотеки оснащены терминалами, которые обеспечиваются средствами для подключения публичных ноутбуков к локальным сетям (ЛВС). Также имеются беспроводные места доступа в Интернет во многих общественных местах, наподобие залов в аэропортах, в некоторых случаях — только на короткое их использование на время стоянки самолёта. Эти пункты доступа могут предоставлять компьютеры, работающие от монет, по типу таксофонов, или публичные, общедоступные точки доступа на базе Wi-Fi, которые дают возможность специально оснащённым ноутбукам подсоединяться к сети Интернет. Различные термины используются при этом, такие как «общественный интернет-киоск», «терминал публичного доступа», и «Web—таксофон». Многие отели сегодня также имеют общественные терминалы, хотя эти сервисы, обычно, платные.
Существует множество мест, где беспроводная связь предоставляется всем желающим, например кафе с Wi-Fi или библиотеки, куда предполагаемый пользователь может принести свои собственные, дающие возможность беспроводного доступа, устройства, такие, как ноутбук, КПК и т. д. Эти услуги могут быть совершенно бесплатными, бесплатными только для клиентов, или платными. Точка беспроводного доступа не обязательно должна быть ограничена каким-либо замкнутым пространством. Такой беспроводной сетью может быть охвачен полностью студенческий городок, парк, или даже город целиком.
В дополнении к Wi-Fi, проводились эксперименты с частными мобильными беспроводными сетями, наподобие Ricochet, с различными услугами по высокоскоростной передаче данных через сети сотовых или мобильных телефонов, и с фиксированными беспроводными сервисами. Эти сервисы не получили широкого распространения вследствие их высокой стоимости, которая ложилась на плечи пользователей. Новые беспроводные технологии, такие как WiMAX, нацелены на устранение этой проблемы путём несложного и недорогого развёртывания городских компьютерных сетей, покрывающих большие городские пространства. Наблюдается растущая тенденция к использованию беспроводных ячеистых сетей, которые предлагают децентрализованную и резервирующую инфраструктуру и часто рассматриваются в качестве будущего сети Интернет.

## Увеличение числа пользователей
Использование Интернета по всему миру стремительно растёт, хотя темпы роста стали несколько снижаться после 2000 года. Фаза быстрого роста заканчивается в промышленно развитых странах, так как его использование становится здесь повсеместным, но его быстрое распространение продолжается в Африке, Латинской Америке, Карибском бассейне и на Ближнем Востоке. Примером такого рода может служить Бразилия, где, благодаря низким налогам на компьютеры и на провайдеров, использующих dial-up, число бразильцев в Интернете значительно выросло за последние два года[когда?].
Помимо этого, Интернет в Африке скоро[когда?] станет доступным для большей части населения Занзибара и Пембе. Два наполненных гелием дирижабля на солнечных батареях будут расположены на высоте 300 метров, их дальность вещания — около 70 км. Они будут выдерживать ветер скоростью до 150 км/час и оставаться в воздухе до 14 дней. Пока одни аэростаты будут заправлять, на их место поднимут другие, так что пользователи никогда не останутся без сети.
Аэростаты будут использовать 3G и 4G частоты. Их сигнала хватит для просмотра сайтов и почты.

## Права человека на доступ к Интернету
В настоящее время[неопределённость] предпринимаются решительные попытки Организацией Объединённых Наций сделать доступ в Интернет неотъемлемым правом человека. В 2003 году во время мирового саммита, посвящённому информационному обществу, было сделано другое заявление относительно этой темы.
В некоторых странах, таких как Эстония и Греция, доступ в Интернет уже получил статус неотъемлемого права человека.
В Финляндии каждый гражданин в соответствии с распоряжением правительства получил обеспеченное законом право на доступ в Интернет по мегабитному каналу. В правительстве страны сочли, что Интернет из развлечения стал частью повседневной жизни. В Финляндии к Сети подключено до 96 % граждан. К Интернету не подключены всего четыре тысячи домов. Недавно принятый закон обязывает провайдеров проложить линии и к ним.
3 июня 2011 ООН приняла резолюцию на основе авторитетного доклада спецпредставителя ООН Франка Ла Рю, в которой говорится, что распространение информации в сети Интернет должно быть максимально свободным, кроме случаев, когда может иметь место нарушение прав, например, связанных с кибератаками с целью завладения данными. В документе говорится, что Интернет стал неотъемлемым инструментом реализации прав человека, борьбы с неравенством и развития прогресса.
Согласно последнему отчету Международного союза электросвязи ООН, 2,9 млрд человек по всему миру никогда не выходили онлайн